# プリオ

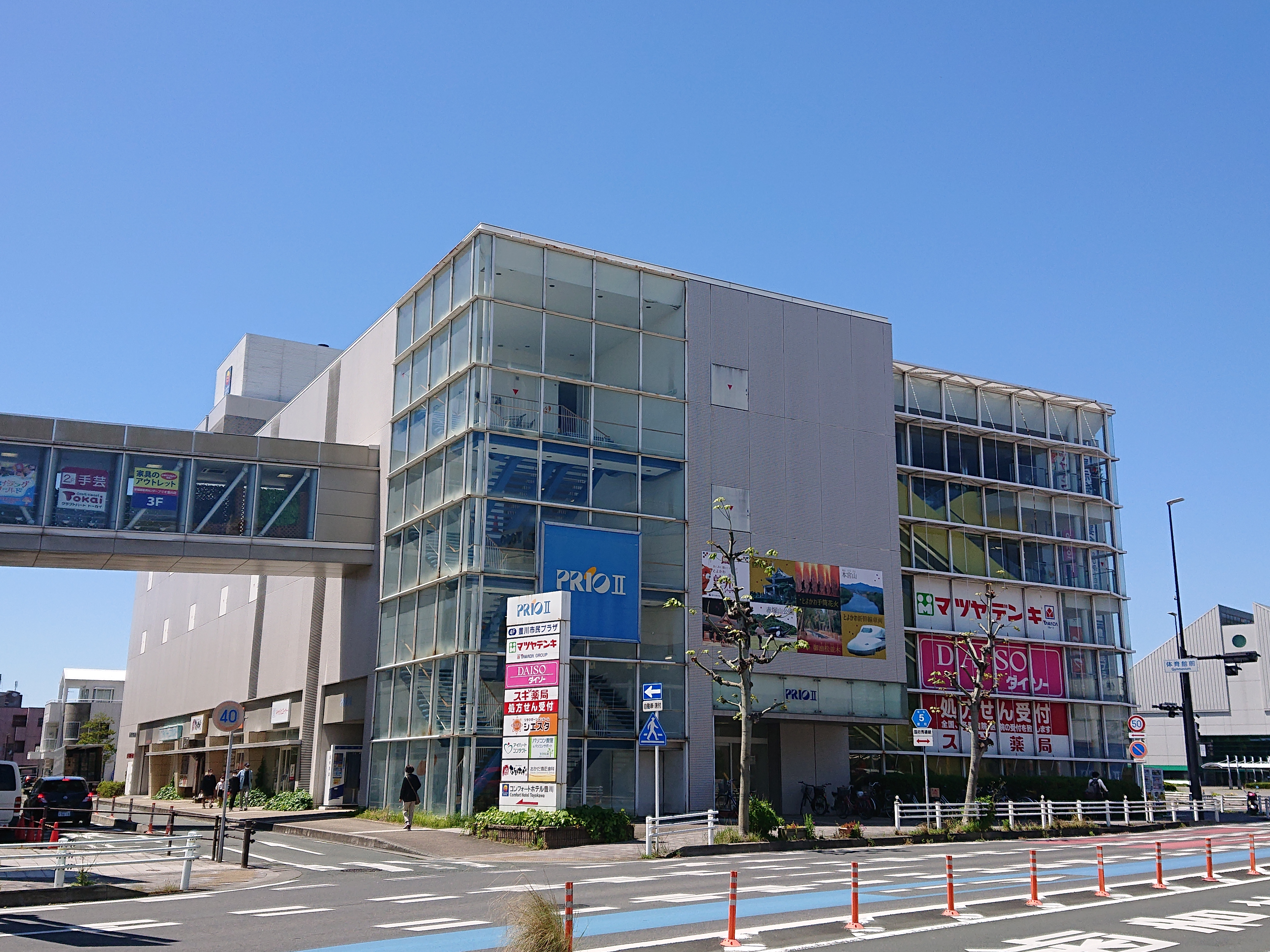
プリオII

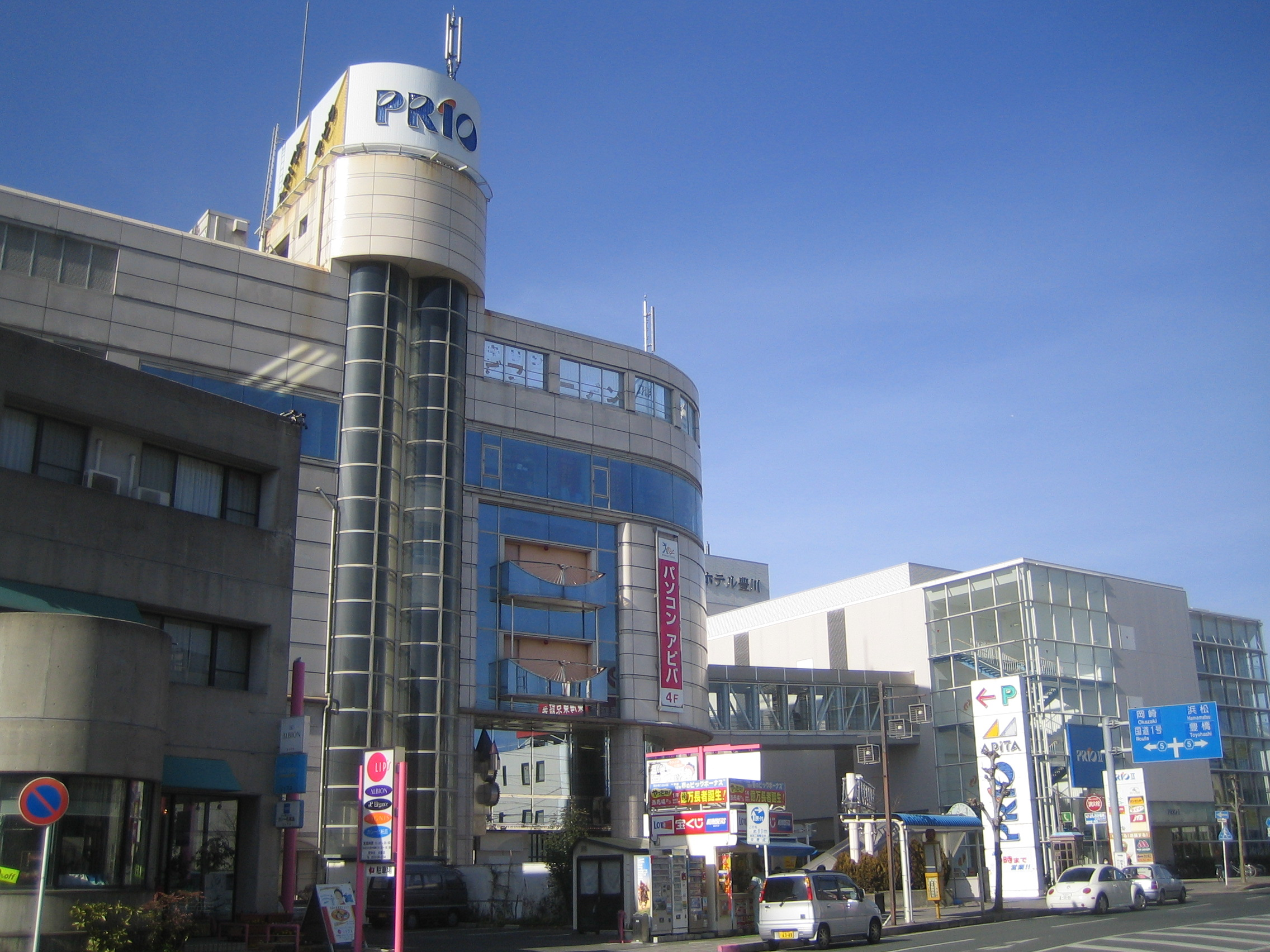
アピタ入居時代

プリオ（PRIO）は、愛知県豊川市諏訪3丁目にある、専門店を主体に構成される大型商業施設である。
かつて核店舗としてアピタ豊川店が入居していた。運営は豊川市開発ビル株式会社。

## 歴史・概要

### 開業からアピタの撤退まで
1988年（昭和63年）10月に市街地活性化を目指して、豊川市や地元商店街、豊川商工会議所、豊川信用金庫、ひまわり農協など出資して第3セクターの豊川市開発ビル株式会社を設立し、1989年（平成元年）11月にアピタ豊川店を核店舗とするプリオを開業したのが始まりである。
アピタ豊川店が施設全体の売上の約60%を上げて中核店舗としての機能を果たし、全盛期には全館の年間売上高が90億円台に達し、豊川市開発ビル株式会社の経常利益も約2.8億円に上っていた。
しかし、1998年（平成10年）9月22日にシネマコンプレックスやボウリング場などを併設した豊川サティが（現在の「イオン豊川開運通店」）、約1.5kmほど離れたところに進出するなど近隣や郊外へ競合店が進出して競争が激化したため、2001年（平成13年）にプリオIIを開設して増床を行ったが、不況の長期化の影響も受けて2008年（平成20年）度には全館の年間売上高が約45億円と全盛期の約半分に落ち込み、核店舗のアピタ豊川店の売上も施設全体とほぼ同じ比率で落ち込んだ。
そのため、不況の長期化の中で採算性を重視して店舗の閉鎖を決定する方針を打ち出していたユニーが、開業時の20年間の契約期間終了後に1年間延長していた賃貸契約の再延長を見送る方針を決め、2009年（平成21年）12月24日に豊川市開発ビル株式会社に撤退の方針を説明し、2010年（平成22年）8月15日にアピタ豊川店を閉店して撤退した。

### 豊川市開発ビルの経営危機と豊川市の支援
プリオはバブル期と後に呼ばれた好況期に開業した関係で、核店舗のアピタ豊川店を出店したユニーから多額の敷金・保証金を預かっていた。
そのため、2000年（平成12年）頃から毎年2億円余りの保証金をユニーに返済していたため、決算上は経常利益は1000万円から3000万円程度の黒字となっていたにも拘らず2003年（平成15年）3月期からの6年間で長期借入金は約8億円増加し、更に2010年（平成22年）のアピタ豊川店の撤退時に月額家賃の30カ月分以上にも相当する約9億円の敷金の返済が必要になったため、ユニーへ敷金を分割返済することになった。
その結果、豊川信用金庫からの長期借入金約22億円や分割返済の敷金に撤退に伴う改装費の借入を合わせた約33億円の負債を抱えることになった。
一般テナントの2倍近い坪単価を払ってきた核店舗のアピタ豊川店は、床面積で約34%でしかないにもかかわらず家賃収入では約60%を占めていたため、同レベルの家賃負担を受け入れてもらえるパチンコ店を改装後の新テナントの一部として導入して経営を維持する計画が、豊川市開発ビルによって「経営安定のため苦渋の選択」として発表された。
しかし、この計画に対して豊川市議会や市民から、「第3セクターのビルには好ましくない」などと異論が出たため、パチンコ店の出店を断念し、地下1階から3階を商業施設、4・5階を公共施設として改装を進めることになった。
そのため、アピタ豊川店に代わって入居するのが一般テナントとなって家賃収入は一般レベルへと半減することになり、豊川市開発ビルは経費節減を行っても黒字の維持が困難な状況下では、約33億円の負債を抱えることになった。
こうした豊川市開発ビルの経営難を受けて豊川市当局が「民間に引き受け手があるとは考えられない。道義的責任もあり、市が手を引くことは許されない」としてフロアや駐車場を、2010年（平成22年）度に改装資金の緊急融資計約1.5億円を支出したほか、5階の120坪分を約6300万円で買収するなど資金面でも支援を行った。
豊川市は2011年（平成23年）度に4階と5階の残り部分を約5.51億円で買収し、2012年（平成24年）度には3階を約4.07億円で買収して豊川市開発ビルに買収代金の形で資金を投入した。
こうした豊川市開発ビルへの豊川市からの支援について、豊川市長が兼務している社長から退任すると共に豊川市の出資比率を引き下げて第3セクター形態を止める「脱三セク」の約束と共に「支援は今回限り」とし、さらに収支計画の実行を条件に豊川市議会も支援策を承認した。

### アピタの撤退への対応と改装開店
アピタ豊川店の後継テナントとして総合スーパーなどの同レベルの大規模小売店の誘致も検討されたが困難と判明したため、1階への食品スーパーの招致や4階への家具店の招致などを行うなど複数の大型専門店を集めた商業施設とする方向で新規テナントとの交渉を進め、食品スーパーのマムや書店の豊川堂などを入居させて、2010年（平成22年）10月22日に一部フロアで新装開店した。
その後も家電量販店のマツヤデンキなどが開店し、2011年（平成23年）1月21日にプリオIの3階に服部家具センターが開店して商業施設部分全館が再開業した。
地下1階に店舗のある豊川市諏訪地区のイメージキャラクター「すわポン」にちなんだ「すわポン神を設置してイベントなどに活用し、店舗周辺の諏訪商店街振興組合と共同で割引やサービスなどの特典付きの地域通貨「すわポンマネー」の発行や、イルミネーション「すわポンイルミナイト」を開催するなどのほか、豊川いなり寿司として地元が参加しているB－1グランプリの事業にも参画するなど、地元の商店街などとの連携による集客・販売促進活動にも取り組んでいる。
また、豊川市開発ビルへの支援に関連して豊川市が取得したフロアを活用して、2012年（平成24年）4月1日に4階に登録団体・個人が無料で利用できる「とよかわボランティア・市民活動センタープリオ」と鏡張りの多目的室や大小の講義室と給排水設備のある工作室がある「プリオ生涯学習会館」が開館したほか、5階には戸籍謄本または抄本の取得などの市役所の各種手続きが行える豊川市プリオ窓口センターが設置されており、2012年（平成24年）4月2日からは一般旅券の申請など各種手続きが同センターで行えるようになるなど、集客力のある公共施設の設置も行われている。
しかし、新装開店した初年度の売上はアピタ豊川店があった前年同期に比べ約10%減となって豊川市開発ビルの経営の中核を為す賃料収入も落ち込んだため、2011年（平成23年）11月に初年度の損益を9700万円の赤字に下方修正し、2年目も豊川市の公共施設設置による共益費の増収や豊川市への床売却に伴う固定資産税の減少など公的支援による経営改善分に警備や清掃などの経費削減を進めて約8000万円の収支改善を見込むものの、なお1700万円の営業赤字となる見通しとなっており、豊川市長に代わる社長の人選の難航などで第3セクター形態からの脱却は暗礁に乗り上げているが、ダイエー出身で2011年（平成23年）に就任した取締役が収益改善策も着実に実行しているとして批判は一旦鎮静化している。

## 沿革
- 1988年（昭和63年）10月 - 豊川市開発ビルを設立[2]。
- 1989年（平成元年）11月[2]9日 - プラサすわ（スーパー）の跡地にプリオが開業[2]。中心市街地の活性化を図る。
- 2001年（平成13年）[8]10月26日 - プリオIIが開業[8]。同時にプリオIをリニューアルし、地下1階にあった食料品売り場を1階に移転し、代わりに地下1階にはオンセンド（衣料品店）を設置した。オンセンドはのちにプリオIIの3階に移転し、プリオIの地下には飲食店やおもちゃ売り場、書店などができた。
- 2009年（平成21年）12月24日 - アピタ豊川店が撤退（閉店）することをユニー側から豊川市開発ビルに説明[9]。
- 2010年（平成22年）
  - 3月3日 - 豊川市が、10月末までにアピタが撤退することを市議会本会議で公表[9]。
  - 7月 - プリオのリニューアル計画の中で新規テナントとしてパチンコ店が出店することが発表されたが、市民からの強い反対により出店を断念[21][13]。
  - 8月15日 - アピタ豊川店が閉店撤退[12]。
  - 10月22日 - リニューアルオープン[14]。（10月19日にプレオープン）プリオIの1階にはスーパーマーケット「マム」[5][22]などが入店。
  - 12月10日 - プリオIIの3階にヤマダ電機グループのマツヤデンキが移転オープン。
- 2011年（平成23年）1月21日 - プリオIの3階に服部家具センターが開店して商業施設部分が全館再開業[5]。東三河初出店。
- 2012年（平成24年）
  - 4月1日 - 4階に「とよかわボランティア・市民活動センタープリオ」と「プリオ生涯学習会館」が開館[18]。
  - 7月16日 - クオリティホテル豊川が「コンフォートホテル豊川」に名称変更・リニューアル。
- 2015年（平成27年）
  - 9月15日 - モスバーガー閉店。
- 2017年（平成29年）
  - キッズユーエスランド閉店。
- 2019年（令和1年）
  - 4月20日 - 本の豊川堂閉店。
- 2023年（令和5年）　　　　　
  - 3月21日 - マツヤデンキ閉店。
- 2025年（令和7年）
  - 1月31日 - フードマーケットマム閉店。
  - 1月31日 - アメイジングワールド閉店。

## 施設構成
商業施設は地下1階、地上5階建てのプリオIと地上4階建てのプリオIIの2つの建物で構成されていて連絡通路で接続しており、プリオIIに併設された地上9階建てのホテル棟には客室数143室のコンフォートホテル豊川が入居している。
2つの市営の立体駐車場も隣接しており、プリオIとそれぞれ連絡通路で結ばれている。
プリオIの入口にはからくり時計が設置されているが、現在は稼働していない。

### 店舗一覧
|              | プリオI | プリオII | プリオII |
| 商業棟       | プリオI | ホテル棟 |          |
| ------------ | --- | --- | -------- |
| 6・7・8・9階 | - | - | 客室     |
| 5階          | 美容室1000%・カワイ音楽教室 豊川市観光協会・豊川市子育て支援センター・市民相談室 つどいの広場 プリオホール・プリオ窓口センター（市役所の窓口センター） | - | 客室     |
| 4階          | アビバプリオ豊川校・NOVA愛知豊川プリオ校（英会話）・リラク（マッサージ）・めばえ教室 プリオ生涯学習会館・とよかわボランティア市民活動センタープリオ・HOSHIN（オフィス） ASANOインターナショナル・バレエ豊川校 | 豊川市民プラザ | 客室     |
| 3階          | 服部家具センター | - | 客室     |
| 2階          | On♡Sendo（総合衣料品）・G-Class（婦人衣料）・ブティックYOU（婦人衣料）・UN by ウォールアン（婦人衣料） cafe de PRIO（喫茶）・ソフィ・オカダ（宝石）・シロキヤ（ゴルフ用品）・MOTHERKS（婦人衣料）・M2 by SENSOUNICO（婦人衣料） クラフトハートトーカイ豊川プリオ店（手芸専門店）・銀の家（デイサービスセンター） 催事場・インフォメーション | ダイソー | 客室     |
| 1階          | フードマーケット マム ANTIQUE（ベーカリー）・立花屋（和・洋菓子）・ワルツ（コーヒー） MAKELET（ブティック）・MAKI（婦人衣料）・J&K（婦人衣料） 一期一会（花）・マサキクリーニング・ヘアカラー専門店ぱれっと | ATMコーナー（豊川信用金庫・JAひまわり・UCSカード） アイハートコンタクト・豊伸トラベルサービス 旬菜食房やなぎ家（居酒屋）・ スギ薬局・おかだ矯正歯科 | フロント |
| B1階         | フードコート（スガキヤ、めん太郎、ジャンクキッチン） Kid's US.LAND（室内遊園地） | - | -        |

### 2010年8月 アピタ撤退直前の店舗一覧
|              | プリオI                                                    | プリオI | プリオII | プリオII |
| アピタ       | 専門店                                                     | 商業棟 | ホテル棟 |          |
| ------------ | ---------------------------------------------------------- | --- | --- | -------- |
| 6・7・8・9階 | -                                                          | - | - | 客室     |
| 5階          | めばえ教室                                                 | Be Place（飲食店）・美容室1000% カワイ音楽教室・子育て支援センター 市民相談室・つどいの広場 プリオ窓口センター（市役所の窓口センター）                                                  | - | 客室     |
| 4階          | 生活雑貨 寝具・家電・ギフト 私と生活・A to Z・マリーメロウ | さが美（呉服） アビバプリオ豊川校 | 豊川市民プラザ | 客室     |
| 3階          | 紳士・子供服 女性下着                                      | リラク（リラクセーション）・シロキヤ（紳士服） ウォールアン萩（ブティック）・プライス ツナキ（子供・婦人服）                                                                            | オンセンド（衣料品、雑貨など） ドリームランド（ゲームコーナー）                                                                         | 客室     |
| 2階          | 婦人衣料・靴 銀座モリエ・サンリフォーム                    | U.N.・ブティックYOU ソフィ・オカダ（宝石・貴金属）・N. V. Cafe（喫茶） G-Class（ブティック）・ロワール                                                                                  | ダイソー | 客室     |
| 1階          | 食料品・日用雑貨 ベルナール（パン）・サービスカウンター    | プチ大山（宝石・貴金属）・メイクレット（ブティック） MAKI・ウィズ（ブティック） J&K（婦人服）・一期一会（花）                                                                           | ATMコーナー（豊川信用金庫・JAひまわり・UCSカード） アイハートコンタクト・豊伸トラベルサービス やなぎ家（居酒屋）・モスバーガー スギ薬局 | フロント |
| B1階         | ワンダージョイワールド（文具・書籍・玩具・雑貨）           | 飲食店（スガキヤ、めん太郎、CAFE G'S BAR、お好み焼きHANABI） なかの君（青果）・マサキクリーニング 立花屋（和・洋菓子）・いわつき（漬物、惣菜） ワルツ（コーヒー）・電話でGO（携帯電話） | - | -        |

## 周辺
- 南大通（愛知県道400号豊橋豊川線の通称）
- 姫街道（愛知県道5号国府馬場線）
- 名古屋銀行豊川支店
- 東海東京証券豊川支店
- 豊川信用金庫諏訪支店
- 豊川公園
  - 豊川市総合体育館
- 豊川警察署
- 愛知県豊川保健所
- 豊川郵便局

## アクセス

### 鉄道・バス
- 名鉄豊川線 諏訪町駅から徒歩で約5分。
- 豊橋駅・豊川駅・新城栄町から豊鉄バス：豊川線・新豊線で「豊川体育館前」バス停下車、徒歩ですぐ。

### 車
- プリオ横の豊川市諏訪公共駐車場（第一・第二）